# Nils Claesson

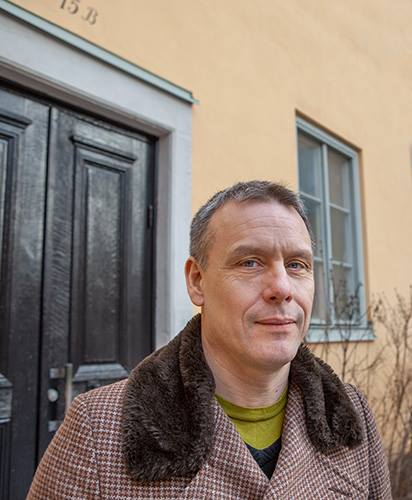
Nils Claesson 2016.

Nils Taki Claesson, född 6 september 1958, är en svensk regissör, konstnär, författare och konstnärlig forskare. Han är lektor vid Stockholms konstnärliga högskola.

## Senare verk (2019–2025)
Claesson har under 2019–2025 varit verksam som konstnär och curator inom en rad projekt, filmer och utställningar.
- 2019: Valentina Dobrovas liv, dokumentärt filmprojekt i samarbete med Denis Romanovski. Visades på TEGEN2 och Konstepidemin i Göteborg.
- 2020:
  - Texter som ingen läser – bok utgiven på Förlag Ruin. Läs online
  - Peering intoo the Black Box – sexkanalig videoinstallation, soloutställning på Galleri TEGEN2. Recension i Dagens Nyheter
- 2021: Grupputställning: Arbete, liv och kärlek på Konstakademien. Verk: Black Painting – White Painting. Curator: Sara Arrhenius.
- 2022: Medredaktör för boken After Work – En rapport om ett konstnärligt forskningsprojekt om arbetets mening. Källa
- 2023:
  - Konsten tar time out – fem sekunder för rättvisa, TEGEN2
  - Five buckets of potatoes, visades på konstmässan Supermarket
- 2024:
  - En ö – videoverk i grupputställningen Nutopia, visad 23 feb–17 mars i Stockholm. DN-recension
  - Ro en ko – novellfilm visad i utställningen Öar på Galleri Verkligheten i Umeå. Vernissage VK-recension
- 2025: En konstnär får inte vara för malling – film, premiärvisas under grupputställningen Konsthändelse 2025 i Midsommarkransen.

## Curatorskap
Claesson har verkat som curator inom ramen för konstnärlig utveckling i ETC Solpark i Katrineholm, där han initierat fyra sommarutställningar och en studentutställning. Han har också varit verksam i utställningsprogrammet på Galleri TEGEN2 i Stockholm.
ETC Solpark (Katrineholm)
- 2021: Det gränslösa vildsvinet (Carl Johan Erikson och Karin Willén)
- 2022: Förflytta berg (Lars Bergström, Mats Bigert, Hannah Ljung, Tina Nyqvist)
- 2023: Först var det mörkt (Takao Momiyama, Gunnel Pettersson, Nisse Bergman)
- 2025: Blått blod (Alexander Mood)
- Studentutställning: Awesome Ararat Källa

Galleri TEGEN2 (Stockholm)
- 2022: Animate or die (Assar Tallinger, Sarah Gampel, Emma Hjelm)
- 2023: Röda linjer (Elin Wikström och Denis Romanovski) – Källa

## Akademiska publikationer
Följande publikationer av Nils Claesson finns listade i DiVA-portalen:
- Texter som ingen läser (2020) – fulltext
- After Work (2022), red. Nils Claesson, Karin Hansson och Georg Kentros – Källa
- Se även fullständig lista i DiVA: https://www.uniarts.se/english/people/phd-students/nils-claesson

regissör, filmare, författare och konstnärlig forskare knuten t Kungliga Konsthögskolan. Han disputerade 2017 vid Stockholms dramatiska högskola på avhandlingen Spökmaskinen: Sju förändringar och förflyttningar – gestaltningsprocesser i animerad film. Han är son till författaren och illustratören Stig Claesson.
Nils Claesson var med och startade tidningen ETC 1979–1984, där han under en period var delägare. Han hade spelroller i två filmer på 1980-talet, bland annat i Stig Larssons film Ängel, men har annars främst regisserat, skrivit manus samt arbetat med animerad film och radiodokumentärer. Han har arbetat med konst i digitala medier sedan mitten av 1990-talet och har spelat en central roll i utvecklingen av svensk digital konst genom sitt arbete för konstnärsdrivna Creative Room For Art and Computing (CRAC), där han var ordförande 2002–2005. I samband med detta etablerade han ett brett internationellt nätverk och organiserade internationella utställningar som ”Pengar, en kommentar till den nya ekonomin”, samt seminarier och utbytesprojekt med andra medielabb i Europa. Han ledde även nätverket för medielabb i Norge, Pnek 2001–2002, och var en av konstnärerna bakom the Association for Temporary Art [a:t], en plattform för konst på nätet (1997–2007). Han har även varit aktiv i de konstnärsdrivna gallerierna Tegen2 och ID:I gallery. Claesson har ställt ut flitigt i Sverige och Europa. 
Boken Blåbärsmaskinen, utgiven 2009, handlar om fadern Stig Claesson.

## Radio och film
Regi
- 2016 – Love and Solidarity
- 2012 – sliN
- 2006 – Snö - ur det vita man minns[16]
- 1998 – Lilla skräckfilmpaketet
- 1995 – Kameleonten
- 1995 – Folkets filmer
- 1995 – Världens längsta julafton
- 1994 – Tre minuter varje sommar
- 1993 – Månansiktet
- 1986 – Man som rakar sig vid Seine
- 1984 – Den som viker med blicken är en råtta

Manus
- 2006 – Snö - ur det vita man minns
- 1995 – Kameleonten
- 1993 – Månansiktet

Roller
- 1989 – Ängel
- 1987 – Uppvaknandet

## Böcker, bokkapitel och artiklar
- 2022 – After Work a book about the meaning of Work (redaktör)
- 2020 – Texter som ingen läser
- 2017 – Sju förändringar och förflyttningar – gestaltningsprocesser i animerad film[17]
- 2016 – Vi ser ännu inte resultatet av konstnärlig forskning[18]
- 2014 – När fotografi var bild och inte konst[19]
- 2013 – Labbtanken : 12 röster om laboratorium och bibliotek[20]
- 2012  – sliN, Föreställningar om det gemensamma[21]
- 2012 – Vägen till Husby
- 2012 – Introduktion till den animerade rörliga bilden[22]
- 2009 – Blåbärsmaskinen[23]
- 2002 – Pengar[24]
- 1985 – Jag och Angela Davis[25]

## Konstprojekt
- 2018 – Du har inget val
- 2018 – Böcker som ingen laser
- 2015 – Lost and found in translation
- 2016 – A train to Spain[26]
- 2013 – Skuggmaskinen
- 2012 – sliN, Föreställningar om det gemensamma[27]
- 2009 – Kontraktet
- 2007 – Kroppen i nätet[28]
- 2007 – SWIZHE
- 2006 – Video-Dnevnik
- 2006 – Re-approaching New Media, Ram 7
- 2005 – Re:produktion[29]
- 2005 – 40 år av seger
- 2004 – Solidaritet utan hjältar
- 2002 – Pudaslådan[30]
- 2002 – Pengar, en utställning om den nya ekonomin[31]
- 2001 – Den allmänna opinionen[32]
- 2000 – Konsten att organisera
- 2000 – The Minsk connection
- 2000 – Tala med Ingmar[33]
- 1998 – "Say Voff"
- 1998 – Tidstittare
- 1998  – Resor till länder som inte längre finns
- 1998 – Öppnas om tusen år - ett meddelande till framtiden från Vallhornsgatan i Rågsved (Opens in a thousand years - a message to the future from Vallhornsgatan in Rågsved), Port
- 1997 – Minnets filmer